# 孟加拉蝇狮
孟加拉蝇狮（学名：Marpissa bengalensis）为跳蛛科蝇狮属的动物。分布于印度以及中国大陆的西藏等地，多生活于草丛 石块下。该物种的模式产地在印度。其种加词“bengalensis ”意为“孟加拉的”。